# Aziz Ansari
Aziz Ansari (Columbia, Dél-Karolina, 1983. február 23. –) kétszeres Primetime Emmy- és Golden Globe-díjas amerikai színész és komikus.

## Filmográfia

### Film
| Év   | Magyar cím                         | Eredeti cím                           | Szerep                        | Magyar hang      |
| ---- | ---------------------------------- | ------------------------------------- | ----------------------------- | ---------------- |
| 2006 | Balek-suli                         | School for Scoundrels                 | osztálytárs                   |                  |
| 2008 | A meztelen dobos                   | The Rocker                            | Aziz                          | Kossuth Gábor    |
| 2009 | Ki nevet a végén?                  | Funny People                          | Randy Springs                 | Pálmai Szabolcs  |
| 2009 | A szerv                            | Observe and Report                    | Saddamn                       | Géczi Zoltán     |
| 2009 | Spancserek                         | I Love You, Man                       | Eugene                        | Molnár Levente   |
| 2010 | Felhangolva                        | Get Him to the Greek                  | Matty Briggs                  |                  |
| 2011 | 30 perc vagy annyi se              | 30 Minutes or Less                    | Chet                          | Molnár Levente   |
| 2011 | Számos pasas                       | What's Your Number?                   | Jay (hangja)                  |                  |
| 2012 | Jégkorszak 4. – Vándorló kontinens | Ice Age: Continental Drift            | Nyissz (hangja)               | Seszták Szabolcs |
| 2012 |                                    | Cruel Summer (rövidfilm)              | rab                           |                  |
| 2013 | A zöld urai                        | Epic                                  | Mub, a meztelencsiga (hangja) | Csőre Gábor      |
| 2013 | Itt a vége                         | This Is the End                       | önmaga (hangja)               | Kapácsy Miklós   |
| 2014 | Szex és haverok                    | Date and Switch                       | Marcus                        |                  |
| 2014 |                                    | Food Club (rövidfilm)                 | Ansari kapitány               |                  |
| 2017 |                                    | The Problem with Apu (dokumentumfilm) | önmaga                        |                  |
| 2022 | Bob Burgerfalodája – A film        | The Bob's Burgers Movie               | Darryl (hangja)               |                  |

### Televízió
| Év        | Magyar cím                       | Eredeti cím                                         | Szerep                      | Megjegyzések                                                             |
| --------- | -------------------------------- | --------------------------------------------------- | --------------------------- | ------------------------------------------------------------------------ |
| 2004      |                                  | Uncle Morty's Dub Shack                             | MC Bricklayer               | 1 epizód                                                                 |
| 2007      | Slágermájerek                    | Flight of the Conchords                             | Sinjay                      | 1 epizód                                                                 |
| 2007–2008 |                                  | Human Giant                                         | több szereplő               | 16 epizód társ-megalkotó, író, vezető producer                           |
| 2008      |                                  | Worst Week                                          | halottasházi alkalmazott    | 1 epizód                                                                 |
| 2009      | Reno 911! – Zsaruk bevetésen     | Reno 911!                                           | biztosítási cég képviselője | 3 epizód                                                                 |
| 2009      | Dokik                            | Scrubs                                              | Ed Dhandapani               | 4 epizód                                                                 |
| 2009–2020 | Városfejlesztési osztály         | Parks and Recreation                                | Tom Haverford               | - főszereplő (122 epizód) - magyar hangja: - Rajkai Zoltán - Rada Bálint |
| 2010      |                                  | Aziz Ansari: Intimate Moments for a Sensual Evening | önmaga                      | stand-up különkiadás                                                     |
| 2010      | Az élet és Tim                   | The Life & Times of Tim                             | Gabe                        | 1 epizód                                                                 |
| 2010      | 2010-es MTV Movie Awards         | 2010 MTV Movie Awards                               | önmaga (házigazda)          | különkiadás                                                              |
| 2012      |                                  | Aziz Ansari: Dangerously Delicious                  | önmaga                      | stand-up különkiadás                                                     |
| 2012      |                                  | NTSF:SD:SUV::                                       | The Toucher                 | 1 epizód                                                                 |
| 2012–2018 | Bob burgerfalodája               | Bob's Burgers                                       | Darryl (hangja)             | 13 epizód                                                                |
| 2013      |                                  | The Venture Bros.                                   | Martin (hangja)             | 1 epizód                                                                 |
| 2013      |                                  | Comedy Bang! Bang!                                  | önmaga                      | 1 epizód                                                                 |
| 2013      | Égessük le James Francót!        | The Comedy Central Roast of James Franco            | önmaga (leégető)            | különkiadás                                                              |
| 2013      |                                  | The Getaway                                         | házigazda                   | 1 epizód                                                                 |
| 2013      |                                  | Aziz Ansari: Buried Alive                           | önmaga                      | stand-up különkiadás                                                     |
| 2013      | Wander, a galaktikus vándor      | Wander Over Yonder                                  | Westley (hangja)            | 1 epizód                                                                 |
| 2013      |                                  | Arcade Fire in Here Comes The Night Time            | Li'l Bud                    | különkiadás                                                              |
| 2013–2014 | Ben 10: Omniverzum               | Ben 10: Omniverse                                   | Billy Billions (hangja)     | 2 epizód                                                                 |
| 2013–2015 | A Liga                           | The League                                          | Dr. Hector Rocha            | 2 epizód                                                                 |
| 2013–2015 | Kalandra fel!                    | Adventure Time                                      | DMO (hangja)                | 3 epizód                                                                 |
| 2014      |                                  | Comedians in Cars Getting Coffee                    | önmaga                      | 1 epizód                                                                 |
| 2015      |                                  | Kroll Show                                          | Sly Dufrense                | 1 epizód                                                                 |
| 2015      |                                  | Major Lazer                                         | Goosh (hangja)              | 1 epizód                                                                 |
| 2015      |                                  | Aziz Ansari: Live at Madison Square Garden          | önmaga                      | stand-up különkiadás                                                     |
| 2015–2021 | Master of None – Majdnem elég jó | Master of None                                      | Dev Shah                    | 25 epizód társ-megalkotó, író, rendező, vezető producer                  |
| 2016      | Állatok                          | Animals.                                            | Charles (hangja)            | 1 epizód                                                                 |
| 2017      | Saturday Night Live              | Saturday Night Live                                 | önmaga (házigazda)          | 1 epizód                                                                 |
| 2018      | Ronda és finom                   | Ugly Delicious                                      | önmaga                      | 1 epizód                                                                 |
| 2019      | Aziz Ansari: Ami most megy       | Aziz Ansari: Right Now                              | önmaga                      | stand-up különkiadás                                                     |
| 2022      | Aziz Ansari: A humorista         | Aziz Ansari: Nightclub Comedian                     | önmaga                      | stand-up különkiadás                                                     |

## Művei
- Modern Romance: An Investigation. Penguin Press (2015). ISBN 978-1-59420-627-6
  - Modern románc; ford. Holló-Vaskó Péter; Fumax Gemini, Bp., 2016